# Ruby čokolada
Ruby čokolada jest vrsta čokolade   koja je ružičaste ili ljubičaste boje. Ovu čokoladu prvi put je predstavila belgijsko-švicarska  tvrtka Barry Callebaut, 5. rujna 2017. nakon što je proizvod razvijan još od 2004. godine.  Tvorci ove čokolade kažu da je to četvrta prirodna vrsta čokolade (pored tamne, mliječne i bijele čokolade).  Neki drugi stručnjaci u čokoladnoj industriji rekli su kako su neke mahune kakaovca prirodno ružičaste ili ljubičaste boje, pa je tako i ranije bila dostupna čokolada u ovim bojama. 

## Vanjske poveznice
- What is ruby chocolate